# 小千谷市
小千谷市（日语：／ Odiya shi */?）是位於日本新潟縣中越地方的城市，日本第一長河川信濃川流經市內。1954年3月10日施行市制。

## 著名出身者
- 鳥嶋和彥（前《周刊少年Jump》主編）
- 小林麻央（藝人，小林麻耶的親妹）

## 外部連結
- 小千谷市 （页面存档备份，存于）